# Dinami
Dinami is een gemeente in de Italiaanse provincie Vibo Valentia (regio Calabrië) en telt 3258 inwoners (31-12-2004). De oppervlakte bedraagt 44,1 km², de bevolkingsdichtheid is 81 inwoners per km².
De volgende frazioni maken deel uit van de gemeente: Melicuccà, Monsoreto.

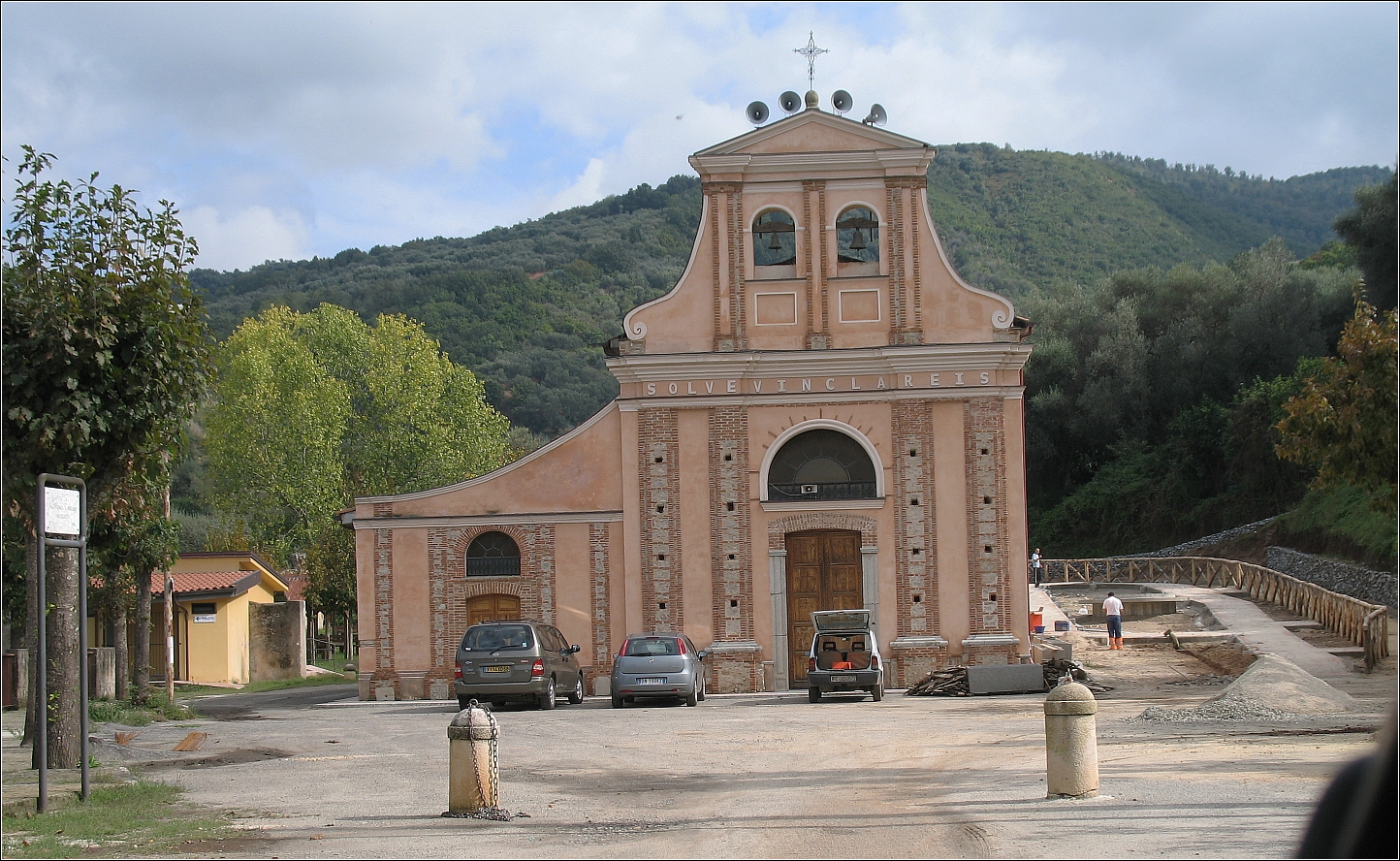
Santuario Catena

## Demografie
Dinami telt ongeveer 1268 huishoudens. Het aantal inwoners steeg in de periode 1991-2001 met 9,2% volgens cijfers uit de tienjaarlijkse volkstellingen van ISTAT.
| Jaar | Inwoneraantal |
| ---- | ------------- |
| 1991 | 3245          |
| 2001 | 3544          |

## Geografie
De gemeente ligt op ongeveer 314 m boven zeeniveau.
Dinami grenst aan de volgende gemeenten: Acquaro, Dasà, Gerocarne, Mileto, San Pietro di Caridà (RC), Serrata (RC).
Acquaro · Arena · Briatico · Brognaturo · Capistrano · Cessaniti · Dasà · Dinami · Drapia · Fabrizia · Filadelfia · Filandari · Filogaso · Francavilla Angitola · Francica · Gerocarne · Jonadi · Joppolo · Limbadi · Maierato · Mileto · Mongiana · Monterosso Calabro · Nardodipace · Nicotera · Parghelia · Pizzo · Pizzoni · Polia · Ricadi · Rombiolo · San Calogero · San Costantino Calabro · San Gregorio d'Ippona · San Nicola da Crissa · Sant'Onofrio · Serra San Bruno · Simbario · Sorianello · Soriano Calabro · Spadola · Spilinga · Stefanaconi · Tropea · Vallelonga · Vazzano · Vibo Valentia · Zaccanopoli · Zambrone · Zungri
1. ↑  https://demo.istat.it/?l=it.